# Gruzak bukowy

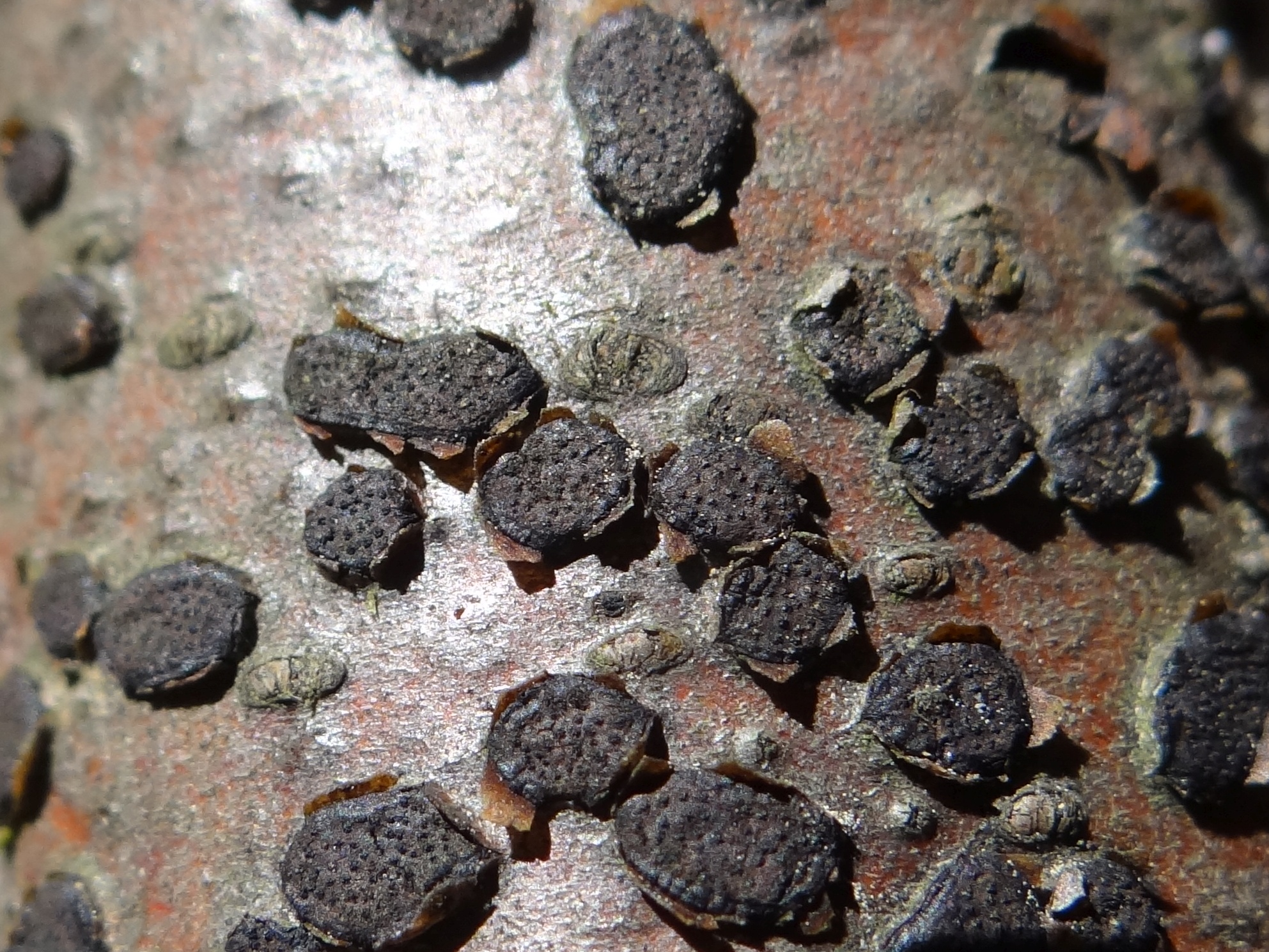

Gruzak bukowy (Diatrype disciformis Hoffm. Fr). – gatunek grzybów z rodziny Diatrypaceae.

## Systematyka i nazewnictwo
Pozycja w klasyfikacji według Index Fungorum: Diatrype, Diatrypaceae, Xylariales, Xylariomycetidae, Sordariomycetes, Pezizomycotina, Ascomycota, Fungi.
Po raz pierwszy takson ten zdiagnozował w 1787 roku Georg Franz Hoffmann nadając mu nazwę Sphaeria disciformis. Obecną, uznaną przez Index Fungorum nazwę nadał mu w 1849 roku Elias Magnus Fries. Niektóre synonimy nazwy naukowej:

- Aglaospora umbonata (Sacc.) Kuntze 1898
- Diatrype disciformis var. americana Ellis
- Diatrype disciformis (Hoffm.) Fr., var. disciformis
- Diatrype disciformis var. magnoliae Thüm.
- Diatrype disciformis var. major A.K. Kar & Maity 1980
- Diatrype disciformis var. umbonata Sacc.
- Diatrype disciformis var. xanthostroma Sacc.
- Hypoxylon disciforme (Hoffm.) Westend. 1854
- Nemania disciformis (Hoffm.) Gray 1821
- Sphaeria disciformis Hoffm. 1787
- Stromatosphaeria disciformis (Hoffm.) Grev.

Polska nazwa na podstawie rekomendacji Komisji ds. Polskiego Nazewnictwa Grzybów przy Polskim Towarzystwie Mykologicznym

## Morfologia
Podkładki
Płaskie, poduszeczkowate, o średnicy 2–4 mm. Powierzchnia czarna, pokryta bardzo drobnymi brodawkowatymi tworami. Występują zazwyczaj licznie, na dużych powierzchniach gałęzi drzew (często na długości wielu metrów). Wyrastają pod korą, w trakcie wzrostu przebijają korę drzewa, a rozsunięte na boki jej fragmenty nadają owocnikom kanciaste kształty, w istocie jednak są one okrągławe. Są twarde, wewnątrz białawe z licznymi jamkowatymi obłoczniami o czarnej barwie.
Zarodniki
Cylindryczne, zagięte, o rozmiarach 5–8 × 1,5–2 μm.
Gatunki podobne
Najbardziej podobny jest gruzak wierzbowy (Diatrype bullata). Ma większe podkładki, często wydłużone i występuje głównie na martwym drewnie wierzb, olszy i topoli.

## Występowanie i siedlisko
Najliczniej notowany jest w Europie, ale potwierdzono występowanie tego gatunku także w Ameryce Północnej, Środkowej i Południowej, Azji i na Nowej Zelandii. W Europie Środkowej jest bardzo pospolity.
Rośnie na martwym drewnie drzew liściastych różnych gatunków, głównie na opadłych i pokrytych korą gałęziach. Najczęściej spotykany jest na bukach. Owocniki wyrastają przez cały rok (przy sprzyjającej pogodzie również w zimie).
Na owocnikach Diatrype disciformis pasożytuje inny, wytwarzający czerwone i kuliste owocniki grzyb – Dialonectria episphaeria.